# Lesyani Mayor
Lesyani Mayor (Lesyani Mayor Gil; * 8. Juli 1989) ist eine kubanische Hochspringerin.
2009 gewann sie Bronze bei den Leichtathletik-Zentralamerika- und Karibikmeisterschaften, 2010 wurde sie Sechste beim Leichtathletik-Continental-Cup in Split, und 2011 siegte sie bei den Panamerikanischen Spielen in Guadalajara.

## Persönliche Bestleistungen
- Hochsprung: 1,93 m, 11. Februar 2010, Havanna
  - Halle: 1,84 m, 5. Februar 2011, Neapel